# Laurentius Petri Nericius
Laurentius Petri Nericius, Sveriges første protestantiske Ærkebiskop, Broder til Reformatoren Olaus Petri, (1499—1573).
Laurentius Petri studerede ligesom Broderen under Luthers Vejledning i
Wittenberg. Om P.’s Virksomhed i 1520’erne, da Broderen Olaus prædikede den nye lære og
forberedte Reformationen, er meget lidt kendt. 1530 var han Rektor ved Skolen i Upsala.
Sommeren 1531 blev P. Ærkebiskop; den tidligere, Johannes Magnus, havde 1526 forladt
Sverige, og Ærkebispestolen havde siden den Tid været ubesat. P. valgtes ikke af Domkapitlet i
Upsala, men af et Præstekonvent, som Gustav I havde ladet sammenkalde i Sthlm. Han
indviedes af Vesterås-Biskoppen, Petrus Magni, der skal have faaet Bispeindvielsen i Rom; herved
bevaredes den saakaldte apostoliske Succession for den sv. Kirkes Gejstlighed. Fra kat. Side er
det dog i den senere Tid blevet bestridt, at Petrus Magni i Rom skulde være bleven viet til
Biskop, P.’s Magt som Ærkebiskop var ret beskaaren, idet Kongen ved særlige Bestemmelser
havde søgt at anvise bestemte Grænser for hans Virksomhed, saa at han i alt væsentligt blev
afhængig af Kongen og kun kunde udrette lidet paa egen Haand. Gustav’s Stræben efter
fuldstændig at gøre sig til Herre over Kirken førte til et Brud mellem ham og Olaus Petri samt
Laurentius Andreæ (1539); ogsaa til P. kom Gustav i et spændt Forhold, men denne, som var af et
føjeligere og blødere Gemyt end Broderen, gav efter for Kongen, uagtet Gustav ved at udnævne
Tyskeren Georg Normann til Superintendent for Kirken paa en vis Maade gav denne en Chef
ved Siden af Ærkebiskoppen. P.’s betydeligste Værk under den første Del af hans Embedstid
var Udgivelsen af »Gustav I’s Bibel« (1541), den første sv. Bibeloversættelse; den var foretaget
efter Luther’s tyske Bibel, om end P. ogsaa skal have benyttet Grundteksten. Han udgav desuden
en Del mindre Reformationsskrifter samt tillige (1547) et Skrift mod Christian II. Efter 1550 blev
P.’s Forfattervirksomhed endnu mere livlig. 1555 udgav han en Postil, som blev af stor Bet. for
den lutherske Prædike virksomhed i Sverige. 1559 udgav han et hist. Arbejde, en sv. Krønike,
paa en vis Maade bestemt til at træde i St. f. Broderens, der ganske forkastedes af Gustav I.
P.’s Krønike staar dog uendelig langt under Olaus’ udmærkede Værk. Den karakteriseres af
Schück som »et Arbejde, skrevet paa kongelig Befaling for at vise Kalmar-Unionens skadelige
Følger og den kat. Kirkes Overgreb — bornert, kritikløst, nu og da mod bedre Vidende«. 1567
udkom den af P. foranstaltede Salmebog. De fleste af de deri optagne Salmer er af P.
oversatte fra Tysk, en Del fra Dansk. P. skrev foruden Stridsskrifter imod Katolicismen ogsaa
saadanne mod den yderligere protestantiske Retning, som ogsaa i det ydre vilde have alt bort,
som mindede om det gamle, Billeder i Kirken m. m. 1571 blev P.’s Kirkeorden færdig og
vedtoges 1572 paa et Kirkemøde i Upsala. Den sv. Kirke skulde derigennem faa en bestemt
Ordning paa den lutherske Grundvold; kort efter P.’s Tid kom dog den liturgiske Strid og Johan
III’s mæglende Kirkepolitik imellem og foraarsagede Rivninger. Han var gift med en
Slægtning af Gustav I; en af hans Døtre var formælet med Laurentius Petri Gothus, som efter P. blev Ærkebiskop.